# Fusil à tourelle

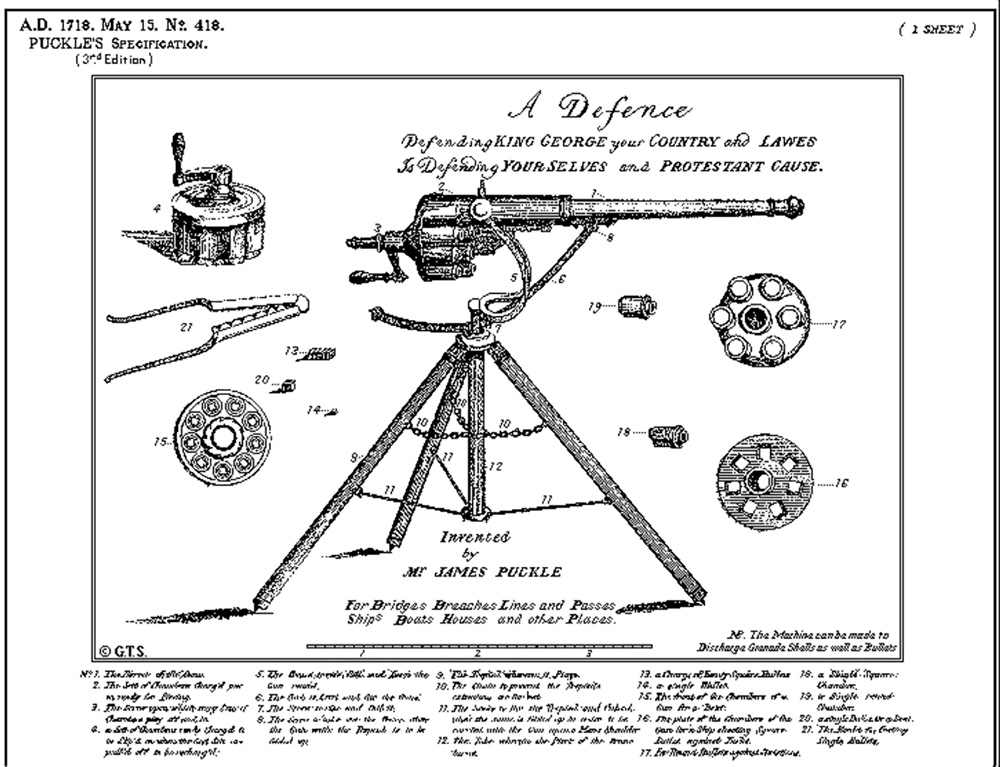
Image du brevet déposé par James Puckle en 1718. On peut voir divers barillets et munitions (dont certaines rectangulaires).

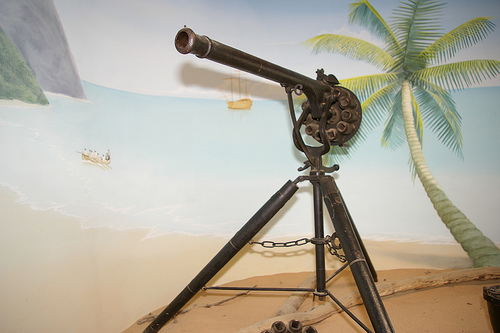
Réplique du modèle de Puckle (Buckler's Hard Maritime Museum).

Le fusil à tourelle est un autocanon primitif, inventé en 1718 par le Britannique James Puckle (1667-1724)
Le mécanisme, qui s'apparente à celui d'un revolver à silex, est longtemps resté inapplicable technologiquement jusqu'aux années 1940.

## Caractéristiques
Monté sur un pied tripode, le fusil est constitué d'un canon alimenté par un barillet de munition tourné manuellement.
Au niveau des dimensions, le canon est long de 3 pieds (0,9144 m) pour un calibre de 1,25 pouce (3,175 cm).
L'utilisation visée est la défense du pont d'un navire lors d'un abordage.

## Production et utilisation

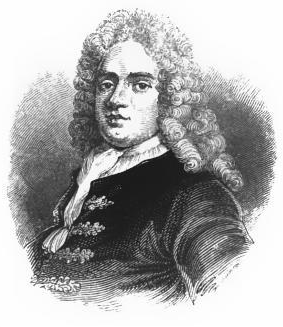
James Puckle

Lors d'un essai publié en 1722, le canon tira 63 munitions en sept minutes malgré un temps pluvieux.
Mais le système souffre de la faible fiabilité des mécanismes à silex et recèle de nombreux défauts de conception qui provoqueront l'échec de son exploitation.
John Montagu (2e duc de Montagu) en acheta plusieurs pour une expédition visant à s'emparer des îles Sainte-Lucie et Saint-Vincent, mais il n'est pas établi qu'il les ait utilisés et l'expédition échoua .

## Modèles conservés
Deux exemplaires ont été conservés dans des lieux qu'habita le duc John de Montagu : l'un au palais de Beaulieu (de Boreham, en Angleterre), et l'autre à Boughton House à Geddington (également en Angleterre).
Par ailleurs, une réplique est exposée au musée maritime de Buckler's Hard, dans le comté de Hampshire.

## Culture
Ce canon est utilisable dans Assassin's Creed: Rogue (2014) ainsi que dans Empire: Total War (2009).